# Йоаким Зандер
Йоаким Зандер (на шведски: Joakim Zander) е шведски юрист и писател, автор на бестселъри в жанра трилър.

## Биография и творчество
Йоаким Зандер е роден на 20 януари 1975 г. в Стокхолм, Швеция. Израства в Сьодершьопинг. След военната служба завършва право с магистърска степен в университета в Упсала.
След дипломирането си от Упсала работи 10 години като юрист в Брюксел за Европейския парламент и в Европейската комисия. Същевременно получава през 2009 г. докторска степен по право от Маастрихтския университет. Докторската му дисертация е публикувана през 2010 г. от Кеймбриджкия университет и получава наградата „Рабобанк“. Живял е в Сирия, САЩ (студентски обмен) и в Израел.
Дебютният му роман „Плувецът“ от поредицата „Клара Валдеен“ е публикуван през 2013 г. Главната героиня Клара Валдеен е млада асистентка в средите на бюрократи, лобисти и политици. Студентската ѝ любов Махмуд се забърква с информация за ЦРУ, агент иска да забрави миналото си, което я забърква в опасни отношения без истина и морал. Трилърът става световен бестселър и е издаден в над 30 страни.
Йоаким Зандер живее със семейството си в Лунд.

## Произведения

### Серия „Клара Валдеен“ (Klara Walldéen)
1. Simmaren (2013)
Плувецът, изд.: ИК „Колибри“, София (2016), прев. Деян Кючуков
2. Orten (2015) – издаден и като „The Believer“
Кварталът, изд.: ИК „Колибри“, София (2018), прев. Мария Николова
3. Der Bruder (2017)

## Документалистика
- The Application of the Precautionary Principle in Practice: Comparative Dimensions (2010)